# تائهة بين طيات حكاية
تائهة بين طيات حكاية (بالإنجليزية:  Lost in a Fairy Tale)‏ هو أول ديوان شعري ناطق باللغة الإنجليزية لشاعرة يمنية ويصدر في اليمن  وهي رغدة جمال، وهي شاعرة وصحفية شابة تكتب باللغة الإنجليزية.

## القصائد
يحتوي الديوان على 33 قصيدة مقسمة في 9 أقسام بحيث يناقش كل قسم موضوع محدد مثل العلاقات، الصداقة، العائلة، الوطن، الشغف، مشاعر الإحباط والحزن، وضع المراة العربية والأفكار الدفينة التي قد تراودها. وقد كُتبت تلك القصائد خلال الست السنوات الماضية لإصدار الديوان.
كتب تقديم الديوان الأستاذ زيد العلايا -رئيس تحرير مجلة اليمن توداي- والذي أكد فيه أن الشاعرة رغدة جمال ستضيف نكهة جديدة على الساحة الادبية في اليمن حيث أنها قدمت أشياء تقليدية بطريقة حديثة ومن منظور غير معتاد.

## الغلاف
يتصدر غلاف الديوان صورة للمصورة الفوتوغرافية بشرى الفسيل؛ تعكس رؤية الشاعرة والمصورة حول تلك الفتاة التي تطلع إلى حياتها القادمة وحول إمكانية دمج ذلك المستقبل وترابطه مع أفكارها ومشاعرها.

## حفل التوقيع
اُقيم حفل توقيع الديوان مساء يوم الأحد العاشر من أبريل في إحدى خيمات ساحة التغيير بصنعاء، وقد تخلل حفل التوقيع قراءة الشاعرة لعدد من قصائد الديوان كقصيدة (البحار) التي أهدتها بدورها إلى ثورة الشباب اليمنية.

## وصلات خارجية
- مقالة باللغة البلغارية تتحدث عن الديوان.